# Zdeněk Haselberger
Zdeněk Haselberger (* 19. května 1989 Nové Město na Moravě) je český rychlobruslař. Je mistrem České republiky za rok 2008.
Ve Světovém poháru závodí od roku 2005. Společně s Milanem Sáblíkem a Pavlem Kulmou tvořil mužské družstvo pod hlavičkou NOVIS týmu trenéra Petra Nováka, které v letech 2007–2010 drželo juniorský světový rekord ve stíhacím závodě družstev (čas 3:55,26 min). Na Akademickém mistrovství světa 2012 získal bronzovou medaili v závodě na 5000 m, na dvojnásobné trati byl pátý.
Jeho starší sestra Lucie je bývalou rychlobruslařkou.

## Osobní rekordy
| Závod                  | Čas      | Datum              | Místo       |
| ---------------------- | -------- | ------------------ | ----------- |
| 500 m                  | 38,23    | 6. listopadu 2011  | Calgary     |
| 1000 m                 | 1:16,44  | 25. ledna 2013     | Klobenstein |
| 1500 m                 | 1:51,21  | 5. listopadu 2011  | Calgary     |
| 3000 m                 | 3:56,80  | 5. října 2013      | Inzell      |
| 5000 m                 | 6:41,87  | 24. listopadu 2012 | Kolomna     |
| 10 000 m               | 14:09,28 | 28. října 2007     | Calgary     |
| stíhací závod družstev | 3:55,26* | 18. listopadu 2007 | Calgary     |

* = český rekord

## Umístění
| Sezóna  | ME víceboj | MS juniorů                  |
| ------- | ---------- | --------------------------- |
| 2005/06 | —          | 49. víceboj 12. stíh. závod |
| 2006/07 | —          | 42. víceboj 11. stíh. závod |
| 2007/08 | —          | 24. víceboj 7. stíh. závod  |
| 2008/09 | —          | —                           |
| 2009/10 | —          | —                           |
| 2010/11 | —          | —                           |
| 2011/12 | —          | —                           |
| 2012/13 | 25.        | —                           |
| 2013/14 | 30.        | —                           |